# تاکویا ماسودا
تاکویا ماسودا (انگلیسی: Takuya Masuda؛ زادهٔ ۲۹ ژوئن ۱۹۸۹) بازیکن فوتبال اهل ژاپن است.
از باشگاه‌هایی که در آن بازی کرده‌است می‌توان به باشگاه فوتبال سانفریس هیروشیما اشاره کرد.